# Haus Circus 10 (Putbus)

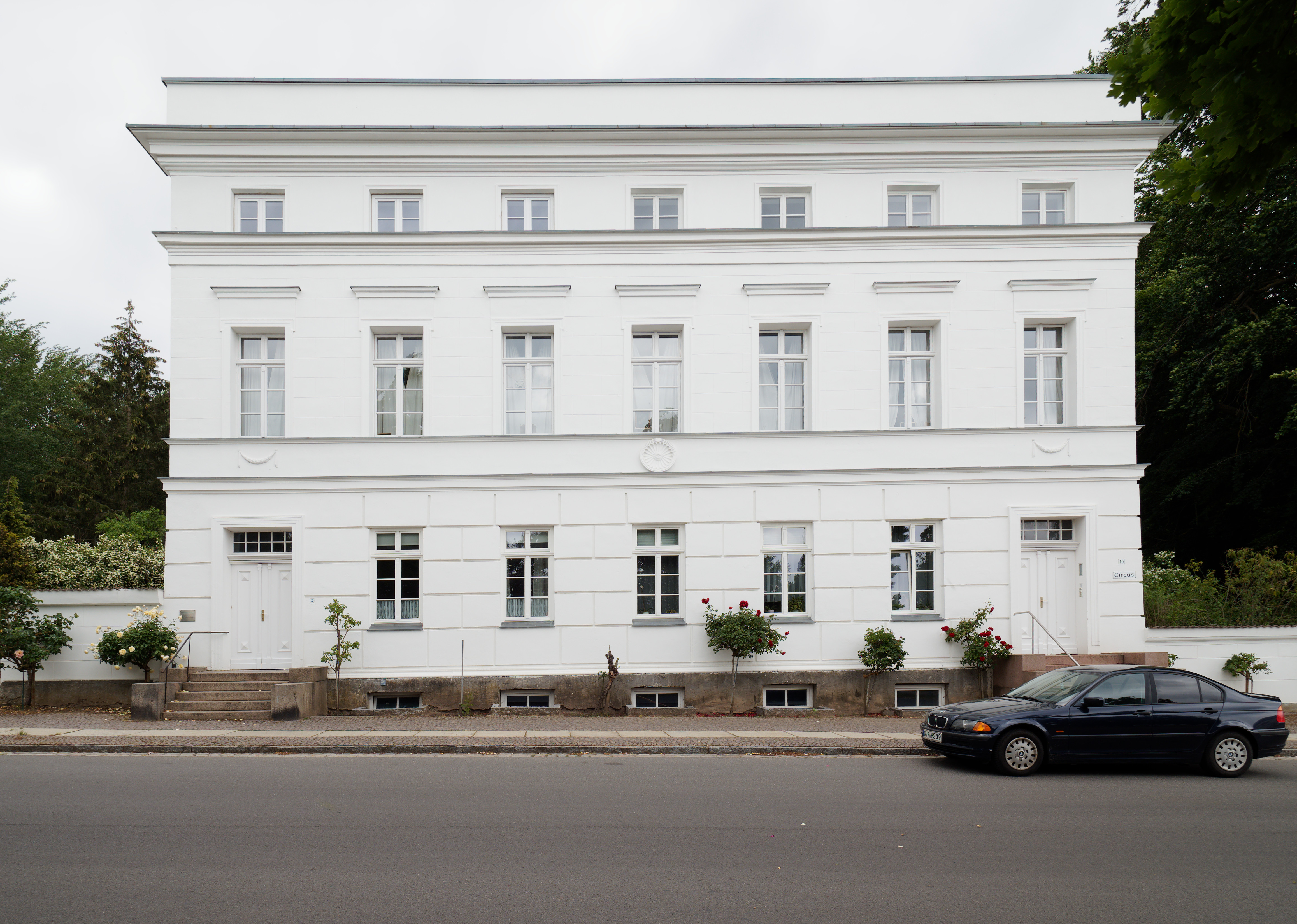

Das Haus Circus 10 in Putbus (Rügen, Mecklenburg-Vorpommern) stammt von etwa 1840. Es ist heute im Besitz des ehemaligen Fürstenhauses Putbus-Rügen.
Das Gebäude steht unter Denkmalschutz.

## Geschichte

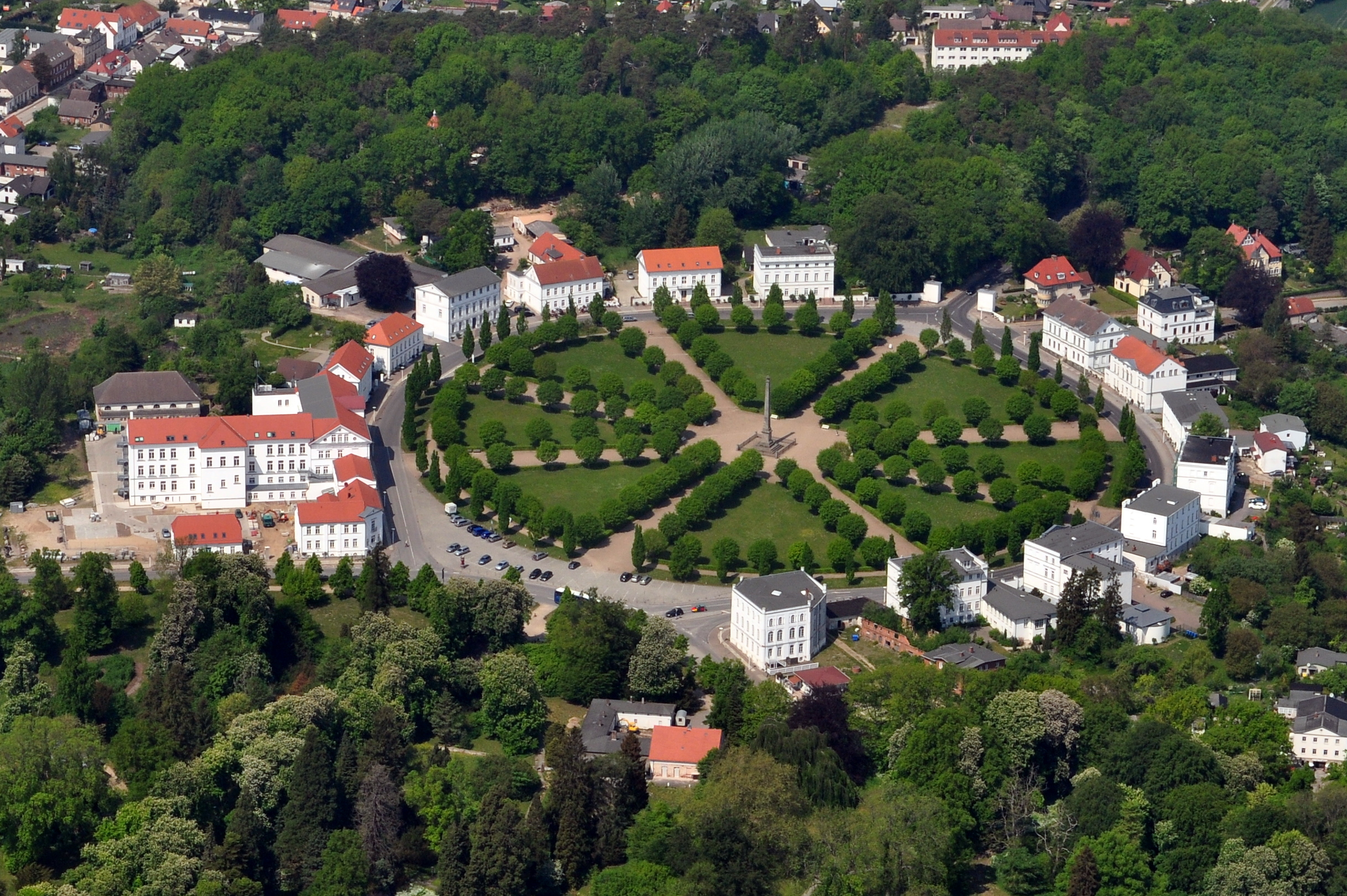
Der Cirkus: Nr. 10: oben links

Putbus mit 4435 Einwohnern (2019) wurde 1286 erstmals erwähnt. Als Residenzstadt auf Rügen wurde sie 1810 von Wilhelm Malte I. Fürst zu Putbus gegründet.
Das dreigeschossige siebenachsige verputzte klassizistische Haus mit der hohen Attika und zwei seitlichen Eingängen wurde um 1840 im Stil der Berliner Bauschule um Karl Friedrich Schinkel erstellt.
Das Wohnhaus wurde im Rahmen der Städtebauförderung in den 1990er Jahren durch Franz zu Putbus (1927–2004) als Bauherr saniert. Das Haus ist der heutige Sitz des Hauses Putbus.